# NGC 3027
NGC 3027 је спирална галаксија у сазвежђу Велики медвед која се налази на NGC листи објеката дубоког неба.
Деклинација објекта је + 72° 12' 15" а ректасцензија 9h 55m 40,3s. Привидна величина (магнитуда) објекта NGC 3027 износи 11,5 а фотографска магнитуда 12,2. Налази се на удаљености од 21,092 милиона парсека од Сунца. NGC 3027 је још познат и под ознакама UGC 5316, MCG 12-10-9, CGCG 332-68, IRAS 09513+7226, CGCG 333-6, VV 358, KUG 0951+724, PGC 28636.